# Stiriodes perflava
Stiriodes perflava är en fjärilsart som beskrevs av Harvey 1875. Stiriodes perflava ingår i släktet Stiriodes och familjen nattflyn. Inga underarter finns listade i Catalogue of Life.